# 鰺ヶ沢赤石テレビ中継局
鰺ヶ沢赤石テレビ中継局（あじがさわあかいしテレビちゅうけいきょく）は、青森県西津軽郡鰺ヶ沢町に置かれているテレビ中継局である。ここでは、鰺ヶ沢一ツ森テレビ中継局についてもあわせて記述する。

## 鰺ヶ沢赤石テレビ中継局

### デジタルテレビ放送
| リモコン 番号 | 放送局名         | チャンネル 番号 | 空中線 電力 | ERP  | 偏波面   | 放送対象地域 | 放送区域 内世帯数 | 運用開始日     |
| ------------- | ---------------- | --------------- | ----------- | ---- | -------- | ------------ | ----------------- | -------------- |
| 1             | RAB 青森放送     | 21              | 1W          | 7.2W | 水平偏波 | 青森県       | 約600世帯         | 2010年 9月30日 |
| 2             | NHK 青森教育     | 23              | 1W          | 7.2W | 水平偏波 | 全国         | 約600世帯         | 2010年 9月30日 |
| 3             | NHK 青森総合     | 41              | 1W          | 7.2W | 水平偏波 | 青森県       | 約600世帯         | 2010年 9月30日 |
| 5             | ABA 青森朝日放送 | 19              | 1W          | 7.2W | 水平偏波 | 青森県       | 約600世帯         | 2010年 9月30日 |
| 6             | ATV 青森テレビ   | 47              | 1W          | 7.2W | 水平偏波 | 青森県       | 約600世帯         | 2010年 9月30日 |

- 所在地： 西津軽郡鰺ヶ沢町日照田町（高根山）[2]
- 放送区域： 鰺ヶ沢町の一部[2]
- 2010年6月22日に予備免許が交付され[3][4]、8月下旬に試験電波を発射。9月28日に本免許が交付され[1]、9月30日に本放送を開始した[1]。NHKはデジタル新局として開設された。

### アナログテレビ放送
| チャンネル | 放送局名         | 空中線電力 映像/音声 | ERP 映像/音声 | 偏波面   | 放送対象地域 | 放送区域 内世帯数 | 運用開始日    |
| ---------- | ---------------- | -------------------- | ------------- | -------- | ------------ | ----------------- | ------------- |
| 57         | RAB 青森放送     | 10W/2.5W             | 71W/17.5W     | 水平偏波 | 青森県       | -                 | 1993年1月20日 |
| 59         | ATV 青森テレビ   | 10W/2.5W             | 71W/17.5W     | 水平偏波 | 青森県       | -                 | 1993年1月20日 |
| 61         | ABA 青森朝日放送 | 10W/2.5W             | 71W/17.5W     | 水平偏波 | 青森県       | -                 | 1993年1月20日 |

- 所在地： デジタルテレビ放送に同じ
- 2011年7月24日をもってすべて廃止された。NHKにはチャンネルが割り当てられておらず、南鰺ヶ沢局によってカバーしていた。

## 鰺ヶ沢一ツ森テレビ中継局

### デジタルテレビ放送
| リモコン 番号 | 放送局名         | チャンネル 番号 | 空中線 電力 | ERP   | 偏波面   | 放送対象地域 | 放送区域 内世帯数 | 運用開始日     |
| ------------- | ---------------- | --------------- | ----------- | ----- | -------- | ------------ | ----------------- | -------------- |
| 1             | RAB 青森放送     | 27              | 50mW        | 210mW | 水平偏波 | 青森県       | 約60世帯          | 2010年 12月9日 |
| 2             | NHK 青森教育     | 35              | 50mW        | 210mW | 水平偏波 | 全国         | 約60世帯          | 2010年 12月9日 |
| 3             | NHK 青森総合     | 29              | 50mW        | 210mW | 水平偏波 | 青森県       | 約60世帯          | 2010年 12月9日 |
| 5             | ABA 青森朝日放送 | 31              | 50mW        | 210mW | 水平偏波 | 青森県       | 約60世帯          | 2010年 12月9日 |
| 6             | ATV 青森テレビ   | 33              | 50mW        | 210mW | 水平偏波 | 青森県       | 約60世帯          | 2010年 12月9日 |

- 所在地： 西津軽郡鰺ヶ沢町小森町字高根山[6]
- 放送区域： 鰺ヶ沢町の一部[6]
- 2010年7月21日に予備免許が交付され[7][8]、10月下旬に試験電波を発射。12月7日に本免許が交付され[1]、12月9日に本放送を開始した[1]。NHKはデジタル新局として開設された。

### アナログテレビ放送
| チャンネル 番号 | 放送局名         | 空中線電力 （映像/音声） | ERP （映像/音声） | 偏波面   | 放送対象地域 | 放送区域 内世帯数 | 運用開始日    |
| --------------- | ---------------- | ------------------------ | ----------------- | -------- | ------------ | ----------------- | ------------- |
| 51              | RAB 青森放送     | 100mW/25mW               | 780mW/195mW       | 水平偏波 | 青森県       | -                 | 1995年1月24日 |
| 53              | ATV 青森テレビ   | 100mW/25mW               | 780mW/195mW       | 水平偏波 | 青森県       | -                 | 1995年1月24日 |
| 55              | ABA 青森朝日放送 | 100mW/25mW               | 780mW/195mW       | 水平偏波 | 青森県       | -                 | 1995年1月24日 |

- 所在地： デジタルテレビ放送に同じ
- 2011年7月24日をもってすべて廃止された。NHKにはチャンネルが割り当てられておらず、南鰺ヶ沢局によってカバーしていた。